# Apolinario Mabini
Apolinário Mabini y Maranan, também conhecido como o "Paralítico Sublime" (23 de julho de 1864 — 13 de maio de 1903) foi um teórico filipino que escreveu a Constituição das Filipinas, durante o período conhecido como Primeira República de 1889 - 1901. Neste mesmo período, foi o primeiro a assumir o cargo de Primeiro Ministro em 1899. Nasceu na cidade de Tanauan, localizada na província de Batangas, numa família de pais humildes, Inocencio Mabini e Dionisia Maranan.

## Vida
Em sua juventude, Mambini estudou em Tanauan, onde conheceu Simplicio Avelino. Tempos mais tarde, seu ensino seria assumido pelo famoso pedagogo Padre Valério Malabanan. Continuou seus estudos no Colégio de San Juan de Letran, onde se tornou bacharel em Artes e professor de Latim da Universidade de Santo Tomas. Nesta mesma universidade, em 1894 também se formou em Direito.
Seu sonho de defender os pobres o levou a ingressar no clero, seguindo a vontade de sua mãe. Em 1896 contraiu uma doença, provavelmente poliomielite, que lhe tomou os movimentos das pernas. Quando a revolução irrompeu, neste mesmo ano, as autoridades espanholas, suspeitando de seu envolvimento nos distúrbios, o deteve. O fato de não poder mover suas pernas mostrou aos espanhóis que se tratava de um engano. Foi liberado e enviado ao Hospital San Juan de Dios.
Mabini não era totalmente sem inspirações nacionalistas, pois foi membro do Rizal's, a Liga Filipina, e trabalhou secretamente para a introdução de reformas na administração pública. Em 1898, durante suas férias em Los Baños, Laguna, encontrou-se com Emilio Aguinaldo a fim de elaborar um movimento de libertação, mas estes planos foram revistos após a constatação do estado físico de Mabini.
Mabini era o mais atuante revolucionário filipino em 1898, sob o comando do General Agnaldo. Ele esboçou e revisou a primeira constituição da ásia, para a Primeira República, além de organizar a estrutura organizacional do governo revolucionário, implementado no Congresso de Malolos, em 1899. Apolinario Mabini foi apontado como primeiro ministro e também como Ministro das Relações Exteriores do governo de Emilio Aguinaldo em 2 de Janeiro de 1899.

Mabini se viu no centro do período mais crítico da história de seu recém criado país, se defrontando com problemas que ele jamais tinha previsto. Destes o mais notável foi a negociação com os americanos, que começou em 6 de Março de 1899. Os Estados Unidos e a República das Filipinas estavam envolvidos em disputas, e, ocasionalmente, em confrontos eventuais.

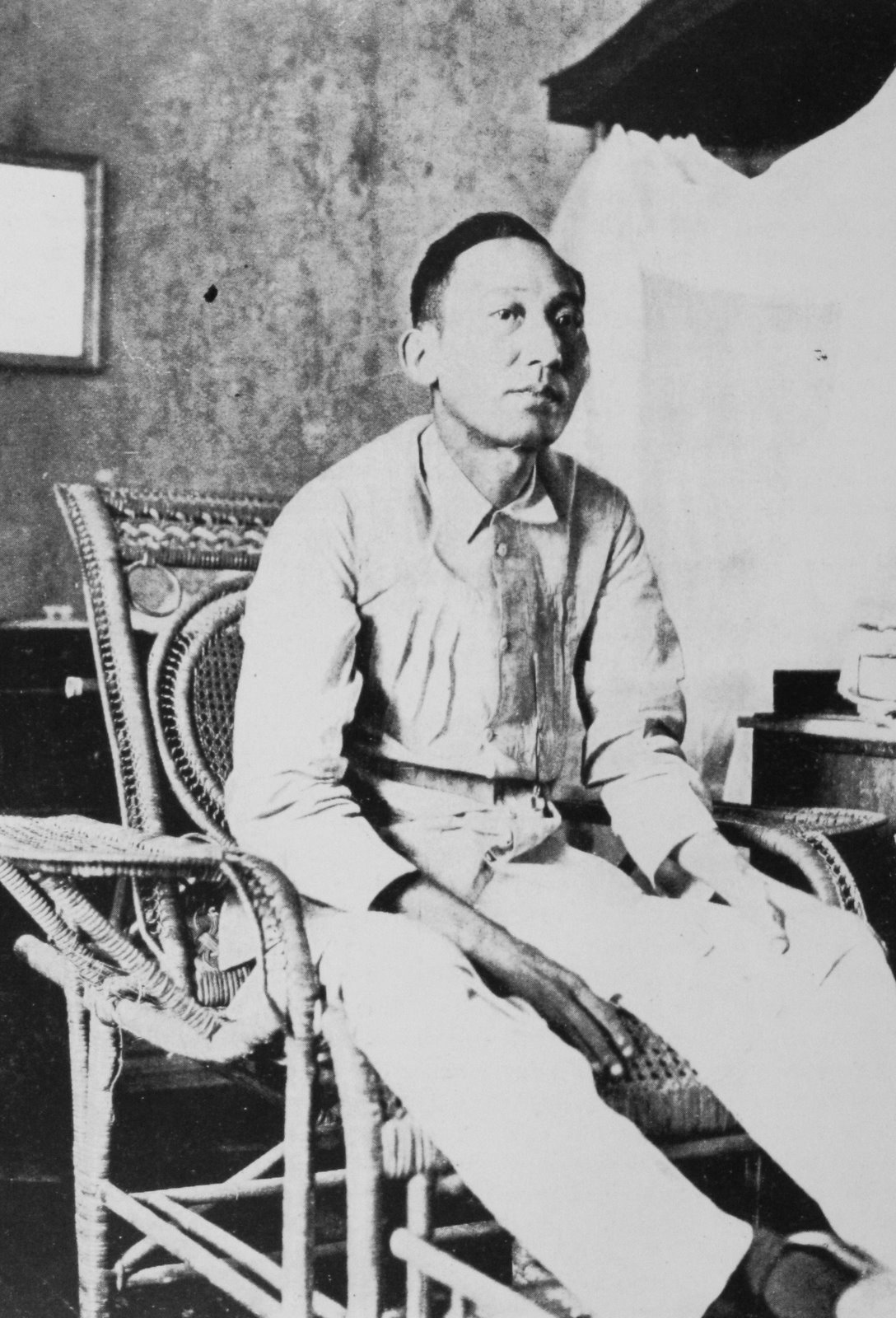
Apolinario Mabini.

Durante as negociações de paz, americanos ofereceram a Mabini autonomia ao novo governo, mas as negociações falharam devido a condição de Mabini incluir um cessar-fogo, rejeitado pelos americanos. Mabini tentou negociar novamente, em busca de um armistício, mas novamente não logrou êxito. Eventualmente, sentindo a falta de "boa intenção" por parte dos americanos em negociar, se juntou ao povo no apoio a guerra. Ele se afastou do governo em 7 de Maio de 1899.

## Últimos anos
Em 10 de Dezembro de 1899, Mabini foi capturado pelos americanos em Cuyapo, Nueva Ecija, mas foi libertado tempos depois. Em 1901, exilou-se em Guam, junto a outros revolucionários, chamados pelos norte-americanos de 'insurgentes'. Novamente retornou em 1903, após o Juramento de Aliança com os Estados Unidos. Ele se submeteu ao juramento em 26 de fevereiro de 1903.
Em 13 de Maio de 1903 Mabini morre de cólera em Manila.